# Jānis Dimza
Jānis Dimza (* 1. November 1906 in Ipiķi, Bezirk Rūjiena; † 1942) war ein lettischer Zehnkämpfer.
Bei den Olympischen Spielen 1932 in Los Angeles musste er nach der neunten Disziplin verletzt aufgeben.
1934 wurde er Vierter bei den Leichtathletik-Europameisterschaften in Turin. Bei den Olympischen Spielen 1936 in Berlin brach er den Wettkampf nach vier Disziplinen ab.
Seine persönliche Bestleistung von 7789 Punkten stellte er am 24. August 1931 in Riga auf.